# Grabowo Królewskie
Grabowo Królewskie (prononciation : [ɡraˈbɔvɔ kruˈlɛfskʲɛ]) est un village polonais de la gmina de Kołaczkowo dans le powiat de Września de la voïvodie de Grande-Pologne dans le centre-ouest de la Pologne.
Il se situe à environ 2 kilomètres au nord de Kołaczkowo (siège de la gmina), à 11 kilomètres au sud de Września (siège du powiat) et à 52 kilomètres à l'est de Poznań (capitale régionale).

## Histoire
De 1975 à 1998, le village faisait partie du territoire de la voïvodie de Poznań.

Depuis 1999, Grabowo Królewskie est situé dans la voïvodie de Grande-Pologne.